# Sitionuevo
Sitionuevo ist eine Gemeinde (municipio) im Departamento Magdalena in Kolumbien. Sitionuevo hat einen Anteil an den Naturparks Vía Parque Isla de Salamanca und Santuario de fauna y flora ciénaga grande de Santa Marta.

## Geografie
Sitionuevo liegt im Nordosten von Magdalena am Río Magdalena, 126 km von Santa Marta entfernt, auf einer Höhe von 5 m ü. NN und hat eine Durchschnittstemperatur von 30° C. Im Norden der Gemeinde mündet der Río Magdalena in das Karibische Meer. Auf dem Gebiet der Gemeinde finden sich viele Feuchtgebiete wie die Ciénaga Grande de Santa Marta, Cuatro Bocas, Conchal, Las Piedras, Pajarral, El Torno und La Atascosa. Die Gemeinde grenzt im Norden an die Karibik, im Osten an Puebloviejo, im Süden an Remolino und im Westen an den Río Magdalena und die Gemeinden Barranquilla, Soledad, Malambo, Sabanagrande, Santo Tomás und Palmar de Varela im Departamento del Atlántico.
Gemeindegliederung
Sitionuevo verfügt über drei corregimientos:
- Buena Vista
- Nueva Venecia (Morro)
- Palermo

Die Kulturlandschaft der Volksarchitektur der Stelzenbauten der Cienága Grande de Santa Marta (Nueva Venecia) steht auf der Tentativliste, auf der Stätten stehen, die für eine Nominierung zur Aufnahme in die UNESCO-Welterbeliste in Kolumbien vorgesehen sind.

## Bevölkerung
Die Gemeinde Sitionuevo hat 29.905 Einwohner, von denen 15.078 im städtischen Teil (cabecera municipal) der Gemeinde leben (Stand: 2022).

## Geschichte
Sitionuevo wurde 1751 von Fernando Mier gegründet. Seit 1848 hat Sitionuevo den Status einer Gemeinde.

## Wirtschaft
Der wichtigste Wirtschaftszweig von Sitionuevo ist die Tierhaltung. Zudem spielen Landwirtschaft und Fischerei eine wichtige Rolle.

## Infrastruktur
Über den Río Magdalena bestehen Schiffsverbindungen nach Barranquilla und andere am Fluss gelegene Städte. Durch den Norden der Gemeinde führt die Fernstraße Troncal del Caribe, die Barranquilla mit Santa Marta verbindet. Die Brücke Puente Pumarejo quert den Río Magdalena bei Barranquilla und dem corregimiento Palermo im Norden der Gemeinde Sitionuevo.